# Ssumier Pasricha
Ssumier S Pasricha (Deli, 12 de maio de 1980) é um ator e comediante indiano. Ele estrelou filmes, novelas de televisão e musicais de teatro. Ele é popularmente conhecido por seu personagem 'Pammi Aunty' e criou vídeos virais com o mesmo, sendo considerado como uma das maiores sensações da internet na Índia. Ssumier ganhou vários prêmios em todo o mundo, incluindo o prestigiado Prêmio Bharat Shiromani por sua atuação como 'Pammi Aunty'.

## Biografia
Ssumier vem de uma família Panjabe em Deli. Ele recebeu cinco anos de treinamento em dança clássica indiana (Kuchipudi) de famosos gurus da dança, Raja e Radha Reddy, e treze anos de treinamento em música clássica indiana. Ele foi para a Austrália para estudos superiores, onde trabalhou como Radio Jockey em uma estação de rádio local e se tornou um membro ativo da Sociedade Indiana da Austrália Ocidental. Ssumier recusou a oferta de ingressar na empresa da família para seguir seu sonho de infância de se tornar ator. Ele se mudou para Bombaim para começar a atuar como sua carreira em tempo integral.

## Carreira
Ssumier trabalhou em diferentes mídias e teve sucesso no setor ao longo dos anos. Ele também interpretou o papel de "Shailu" na novela Sasural Simar Ka, e interpretou o protagonista transgênero Manabi Bandyopadhyay (que se tornou diretor de uma faculdade) no programa de televisão Code Red. Seus projetos internacionais incluem musicais de teatro como 'Jesus Christ Super Star e Heart to Heart'. Ele trabalhou com o diretor Shekhar Kapur no musical 'Mahim Junction'. Ele atuou ao lado do ator Abhishek Bachchan em um comercial de televisão para a operadora de rede móvel Idea Cellular. Ssumier também aparece no programa de comédia Comedy Nights Bachao.

### Pammi Aunty
Ssumier ganhou popularidade por criar vídeos virais baseados no personagem fictício 'Pammi Aunty' — personificação de uma típica mulher de Deli-Panjabe da classe média que adora fofocar, berçar e reclamar de muitas coisas para seus amigos por telefone. Ssumier teve a ideia de criar 'Pammi Aunty' enquanto experimentava filtros no aplicativo de mídia social de vídeo Snapchat. Celebridades como o ator veterano Rishi Kapoor, e a diretora indiano-britânico Gurinder Chadha, gostaram publicamente dos vídeos de 'Pammi Aunty'.